# Веб 2.0

Ключевые понятия, связываемые с Веб 2.0

Web 2.0 (определение Тима О’Рейлли) — методика проектирования систем, которые путём учёта сетевых взаимодействий становятся тем лучше, чем больше людей ими пользуются. Особенностью веб 2.0 является принцип привлечения пользователей к наполнению и многократной выверке информационного материала.
Определение Тима О’Рейлли нуждается в уточнении. Говоря «становятся лучше», имеют в виду скорее «становятся полнее», то есть речь, как правило, идёт о наполнении информацией, однако вопросы её надёжности, достоверности, объективности не рассматриваются.
По сути, термин «Web 2.0» обозначает проекты и сервисы, активно развиваемые и улучшаемые самими пользователями: блоги, вики-проекты, социальные сети и т. д.
Появление названия Веб 2.0 принято связывать со статьей «Tim O’Reilly — What Is Web 2.0» от 30 сентября 2005 года, впервые опубликованной на русском языке в журнале «Компьютерра» (№ 37 (609) и 38 (610) от 14 и 19 октября 2005 года соответственно) и затем выложенной под заголовком «Что за…» веб-сайтом «Компьютерра online».
В этой статье Тим О’Рейлли увязал появление большого числа сайтов, объединённых некоторыми общими принципами, с общей тенденцией развития интернет-сообщества, и назвал это явление Веб 2.0, в противовес «старому» Веб 1.0.
Несмотря на то, что значение этого термина до сих пор является предметом многочисленных споров, те исследователи, которые признают существование Веб 2.0, выделяют несколько основных аспектов этого явления. Первым, кто употребил словосочетание Web 2.0, стало издательство O’Reilly Media, специализирующееся на информационных технологиях. Произошло это в 2004 году. Немного позже глава издательства Тимоти О’Рейлли сформулировал часть принципов Web 2.0. За прошедшее время сфера Web 2.0 расширилась, вытесняя традиционные Web-сервисы, получившие название Web 1.0.
Web 2.0 не является технологией или каким-то особым стилем Web-дизайна. Для определения сути подходит определение Web 2.0 как комплексного подхода к организации, реализации и поддержке Web-ресурсов.

## Критика
«Web 2.0» не является новой версией «Всемирной паутины», а лишь продолжает использовать технологии и концепции «Web 1.0». Многие из идей Web 2.0 уже встречались в сети задолго до того, как возник термин Web 2.0. Например, сайт Amazon.com позволяет пользователям писать рецензии и руководства с момента своего создания в 1995 году.
Тим Бернерс-Ли, автор и разработчик Всемирной паутины, руководитель консорциума W3C, возглавляющий с 2006 года крупнейший мировой исследовательский проект по изучению всемирной паутины, назвал термин Web 2.0 простым жаргоном:
«Никто не знает, что это означает… Если Web 2.0 — это ваши блоги и вики, тогда это значит „пользователи для пользователей“.. Но это то же самое, что сказать — Web существует, чтобы все люди были вместе»
По мнению Евгения Морозова, главным смыслом выражения «Web 2.0» при его изобретении было показать, что кризис пузыря доткомов 2001 года — не конец Web’а, и пора оставить кризис позади и учиться у тех компаний, что пережили крах.

## Веб-службы
Веб-службы — это программы, доступ к которым осуществляется через Веб (то есть протокол HTTP), а обмен данными происходит в формате XML или JSON, используя один из трёх наиболее распространённых архитектурных стилей проектирования приложений: RPC, SOAP или REST. В результате программное обеспечение может использовать веб-службы вместо того, чтобы самостоятельно реализовывать требуемую функциональность (например, проверить введённый в форме почтовый адрес). В отличие от обычных динамических библиотек, такой подход обладает рядом плюсов:
- Веб-служба находится на серверах компании, которая её создала. Поэтому в любой момент пользователю доступна самая свежая версия данных и ему не приходится заботиться об обновлениях и вычислительных мощностях, требуемых для выполнения операции.
- Инструменты для работы с HTTP и XML есть в любом современном языке программирования, поэтому веб-службы переходят в разряд платформонезависимых.

## AJAX
Asynchronous JavaScript and XML — подход к построению пользовательских интерфейсов веб-приложений, при котором веб-страница не перезагружается, а асинхронно загружает нужные пользователю данные. Использование Ajax стало наиболее популярно после того, как Google начала активно использовать его при создании своих сайтов, таких как Gmail и Google Maps. Часто Ajax считают синонимом Веб 2.0, что совершенно не так. Веб 2.0 не привязан к какой-то одной технологии или набору технологий, с тем же успехом ещё в 1998 году возможность асинхронного обновления страницы уже предоставлял Flash 4

## Веб-синдикация
Одновременное распространение аудио- и видеоинформации на различных страницах или web-сайтах, как правило, с использованием технологий RSS или Atom. Принцип заключается в распространении заголовков материалов и ссылки на них (например, последние сообщения форумов, и т. п.). Первоначально эта технология использовалась на новостных ресурсах и в блогах, но постепенно сфера применения расширилась.

## Мэшап
Веб-мэшап (дословный перевод — «смешение») — сервис, который полностью или частично использует в качестве источников информации другие сервисы, предоставляя пользователю новую функциональность для работы. В результате такой сервис может становиться также новым источником информации для других веб mash-up сервисов. Таким образом образуется сеть зависимых друг от друга сервисов, интегрированных друг с другом.
Например, сайт по поиску недвижимости с интегрированными картами Google Maps в итоге представляет собой новый, более удобный сервис, с помощью которого каждый пользователь может сразу увидеть все предлагаемые для продажи дома на карте.

## Ключевые метки (теги)
Ключевые слова, описывающие рассматриваемый объект, либо относящие его к какой-либо категории. Это своего рода метки, которые присваиваются объекту, чтобы определить его место среди других объектов. С понятием меток тесно связано понятие фолксономии — термина, о котором широко заговорили именно в связи с ростом сервисов Веб 2.0, таких как Flickr, del.icio.us.
Появление и быстрое распространение блогов тоже вписывается в концепцию Веб 2.0, создавая так называемую «редактируемую паутину» (writable web).
Одним из примеров использования меток для навигации и категоризации являются облака тегов.
Возможность пометить документ ключевыми словами существует и в языке HTML (англ. keywords), однако этот способ был полностью скомпрометирован широким его использованием в целях поискового спама.

## Социализация сайта
Использование разработок, которые позволяют создавать сообщество.
- В понятие социализация сайта можно также включить возможность индивидуальных настроек сайта и создание личной зоны (личные файлы, изображения, видео, блоги) для пользователя, чтобы пользователь чувствовал свою уникальность.
- Поощрение, поддержка и доверие «коллективному разуму».
- При формировании сообщества большое значение имеет соревновательный элемент, Репутация или Карма, которые позволяют сообществу саморегулироваться и ставить пользователям дополнительные цели присутствия на сайте.

Приложения Веб 2.0, как правило, больше взаимодействуют с конечным пользователем. Таким образом, конечный пользователь является не только пользователем приложения, но и участником с помощью:
- Подкастинга.
- Ведение блога.
- установка меток.
- RSS.
- социальной сети (Facebook, к примеру).
- Wiki (Википедия, к примеру).

Блоги, вики и RSS часто задерживаются в качестве образцовых проявлений Веб 2.0. Читателю блога или вики предоставлены инструменты для добавления комментария или даже, в случае вики, для редактирования содержимого. Это то, что мы называем Web на чтение и запись (Read/Write Web).

## Дизайн
Понятие Веб 2.0 также отразилось и в дизайне. Предпочтительными стали округлость, имитация выпуклых поверхностей, имитация отражений на манер глянцевого пластика современных hi-end устройств (к примеру, плееры). В целом, восприятие внешнего вида на глаз кажется более приятным. Графика таких сайтов занимает больший объём, нежели при использовании аскетичного дизайна. Отчасти эта тенденция связана с совпавшим по времени выходом новых версий операционных систем, использующих вышеупомянутые идеи. Наряду с графикой, в Веб 2.0 появилась тенденция значительно увеличивать размеры шрифтов по значимости содержания, особенно для заголовков, чтобы чётче выразить их на фоне пёстрого графического оформления, так же предоставляя текстовому наполнению больше пространства.
Однако однообразие таких сайтов явно, и в последнее время графический облик классического дизайна веб 2.0 считается устаревшим и не креативным. Особенно это отражается в современной тенденции создания информативных сайтов, где главную роль играет простота, изящество, графичность и юзабилити. Ретроспективно, течения в дизайне, ассоциирующиеся с Веб 2.0 уже в 2020-е годы получили обобщённое название «Frutiger Aero».

## Недостатки Веб 2.0
- зависимость сайтов от решений сторонних компаний, зависимость качества работы сервиса от качества работы многих других компаний;
- слабая приспособленность нынешней инфраструктуры к выполнению сложных вычислительных задач в браузере;
- уязвимость конфиденциальных данных, хранимых на сторонних серверах, для злоумышленников (известны случаи хищения личных данных пользователей, массовых взломов учётных записей блогов);
- серьёзнейшим недостатком сайтов web 2.0, где контент касается социально-значимых вопросов и допускаются пользователи под псевдонимами и анонимно, все чаще становится «затопление вздором» (английский термин BS-flooding).

Фактически сайт эпохи Веб 2.0 на первый взгляд интерактивен и дружелюбен, позволяет себя легко настраивать. Однако сбор статистики о пользователях, их предпочтениях и интересах, личной жизни, карьере, круге друзей могут помочь владельцу сайта манипулировать сообществом. По самым пессимистичным прогнозам, многочисленные сайты Веб 2.0 вкупе с другими современными технологиями дают прообраз тоталитарной системы «Большого брата».

## Веб 2.0 как фикция
Термин Веб 2.0 зачастую используются с целью рекламы как модное слово или для завышения реальной стоимости проекта и собственной значимости разработчиков в глазах клиентов. Разные люди под этим термином понимают совсем разные вещи. В результате в среде профессионалов к этому термину относятся весьма скептически, так как трудно найти принципиальные отличия Веб 2.0 от обычных сайтов.
Концепция Веб 2.0 родилась на совместном мозговом штурме издательства O’Reilly Media и компании MediaLive International. И хотя веб-пионер и вице-президент O’Reilly Дейл Дагерти (Dale Dougherty) отметил, что сам веб далек от краха, новые приложения и сайты появляются чаще, чем грибы после дождя, и так же часто просто и тихо умирают, несмотря на декларированную «социальность» и открытость Веб 2.0, потому что главными в их функционировании остаются не социумы, а администраторы, то есть — конкретные личности с конкретными субъективными запросами и привычками.

## Признание
В 2006 году журналом Time человеком года был назван «Ты» как признание заслуг миллионов людей, которые зачастую анонимно создавали пользовательский контент для Википедии, YouTube, Myspace, Facebook, операционных систем Linux и множества других сайтов.